# Білий терор (Франція)
Білий терор у Франції мав місце у Франції в 1815—1816 роках, після поразки Наполеона в битві при Ватерлоо (18 червня 1815) і зведення на престол Людовіка XVIII як короля Франції після Ста днів. Підозрювані прихильники Французької революції (у тому числі колишні якобінці), республіканці, бонапартисти і, незначною мірою, протестанти зазнавали переслідувань.